# Enchophyllum longicollum
Enchophyllum longicollum är en insektsart som beskrevs av Olivier. Enchophyllum longicollum ingår i släktet Enchophyllum och familjen hornstritar. Inga underarter finns listade i Catalogue of Life.